# Siim Luts
Siim Luts est un footballeur estonien, né le 12 mars 1989 à Tallinn. Il évolue au poste de milieu offensif.

## Palmarès
- FC Flora Tallinn
  - Champion d'Estonie en 2010 et 2011
  - Vainqueur de la Coupe d'Estonie en 2011
  - Vainqueur de la Supercoupe d'Estonie en 2011 et 2012